# Two Prudential Plaza
Two Prudential Plaza é um arranha-céu com 303 metros (995 pés). Edificado na cidade de Chicago, Estados Unidos, foi concluído em 1990 com 64 andares.